# Polyrhachis cleophanes
Polyrhachis cleophanes é uma espécie de formiga do gênero Polyrhachis, pertencente à subfamília Formicinae.